# Linha 4 do Tramway d'Île-de-France
A linha 4 do Tramway d'Île-de-France (ou T4) é uma linha operada pela SNCF, inaugurada em 20 de novembro de 2006 entre Aulnay-sous-Bois e Bondy, no departamento de Seine-Saint-Denis, na Ilha de França. Ele tem um comprimento de 7,9 km.
É o resultado da transformação e do lançamento integral em via dupla da Linha de Bondy a Aulnay-sous-Bois, denominada Ligne des Coquetiers, inaugurada em 1875, que empresta em todo o seu curso. Ela se tornou a primeira linha francesa usando um material de trem-tram, embora a sua exploração seja totalmente assegurada em modo tramway (condução de vista, circulação à direita, sinalização de tramway, etc.). No final de 2016, a sua regularidade foi particularmente baixa, correspondendo a 74,5%.

Plano da linha T4.

## História

### Ligne des Coquetiers

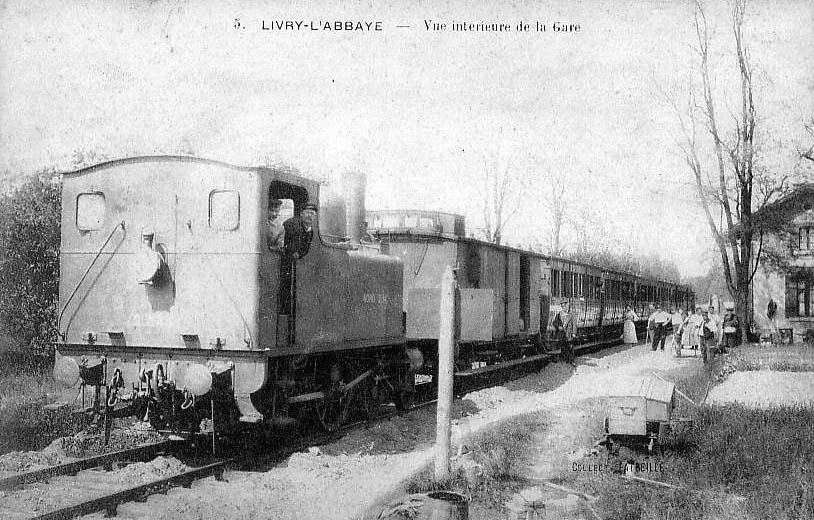
Um trem na estação de l'Abbaye, na época da Compagnie du Bondy-Aulnay.

A linha 4 do tramway da Ilha de França é a antiga linha de Bondy a Aulnay-sous-Bois conhecida como ligne de chemin de fer des Coquetiers, que liga as redes ferroviárias Nord e Est entre Aulnay-sous-Bois e Bondy desde 1875.
A "ligne des Coquetiers" foi vítima de uma significativa insatisfação do público devido à fraqueza de seu serviço e o seu fraco desempenho, fontes de muitos problemas de circulação, especialmente por causa de suas muitas passagens de nível localizada de fato no ambiente urbano (a linha era de via única entre Gargan e Aulnay-sous-Bois). No entanto, no trajeto de Gargan à Gare de Paris-Est, circulavam trens diretos durante o horário de pico, sem alteração a Bondy e as estações tinham bilheterias com serviços para os viajantes. A SNCF opera em 1993 melhorias, de forma a reduzir o encerramento vezes de passagens de nível e permitir o aumento da frequência de trens no horário de pico (de um trem a cada quinze minutos entre Bondy e Gargan e a cada trinta minutos entre Gargan e Aulnay), sem chegar tão longe, para torná-lo atraente a linha, penalizado pela sua frequência insuficiente, embora o tempo de curso de Gargan a Paris fosse de a 35 minutos.
Em consequência, a linha foi fechada em dezembro de 2003 para renascer depois de uma grande reabilitação, na forma de uma linha de bonde urbano utilizando equipamentos de trem-tram.

### Transformação da linha

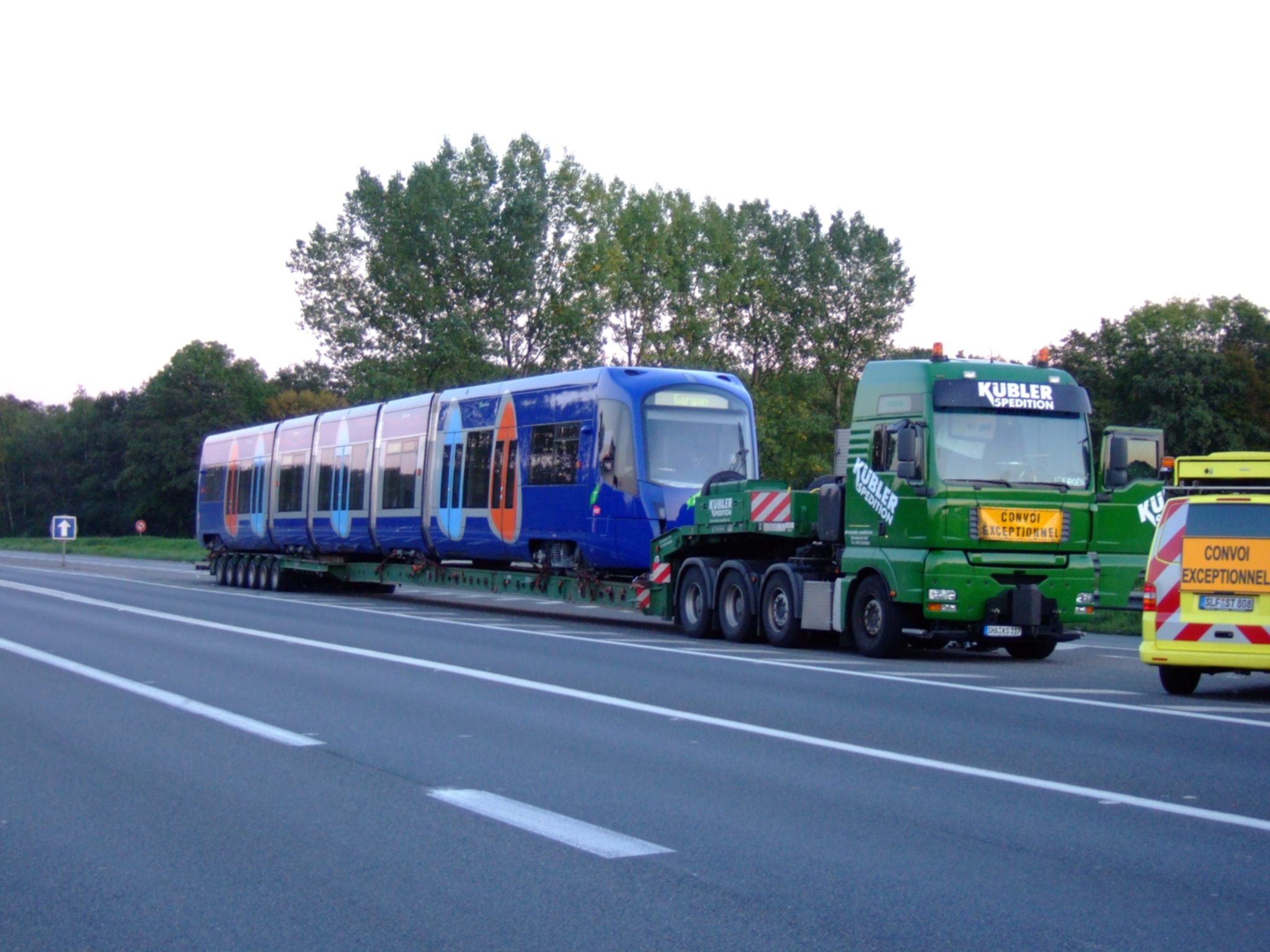
A entrega dos primeiros trens U 25500 da linha.

A descoberta na França do material trem-tram deu a ideia de reabilitar a ligne des Coquetiers em um material de pouco peso operacional de tramway. Este reabilitação permite que você coloque um fim para o espinhoso problema das passagens de nível, devido à sua transformação em simples cruzamentos, para atenuar o efeito de uma quebra na paisagem urbana, e reforçar bastante a conexão, permitindo considerar extensões no interior de estrada.
Esta tecnologia está a ser finalmente adotada, e, em 2001, a SNCF lançou um concurso europeu para o material rodante. Em 2003, o projeto foi aprovado pelo STIF, a SNCF e a RFF.

Plano das vias da nova linha.

### Trem-tram

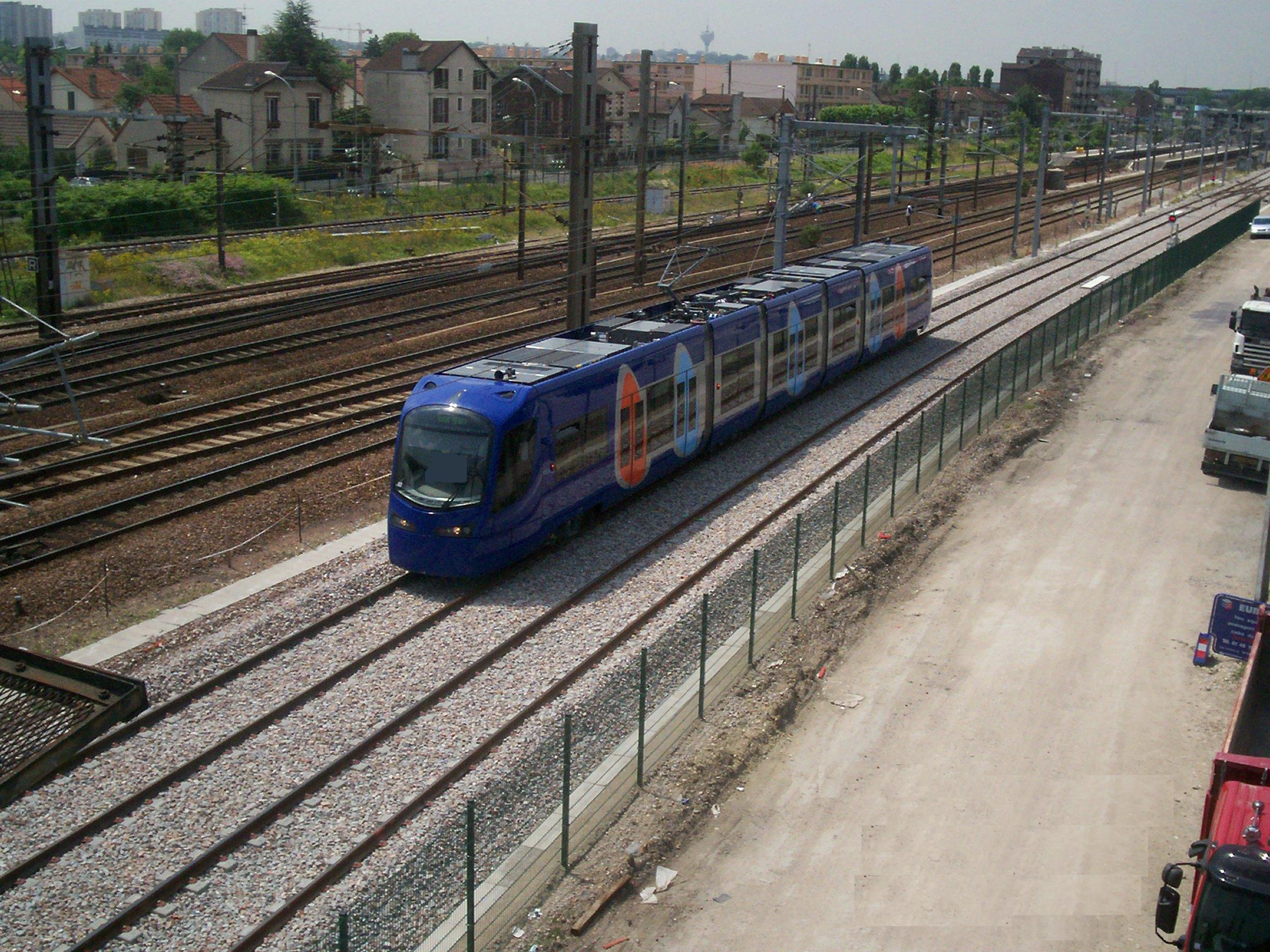
Um trem U 25500 entre Bondy e La Remise à Jorelle durante os testes pré-inaugurais.
Se distingue claramente a origem ferroviária da via, implantada sobre balastro e dormentes, como o bonde T2. A infraestrutura apresenta características relevantes tanto do bonde (sinalização, modelo) como do trem (catenária 25 kV).

A linha 4 do Tramway d'Île-de-France foi aberta oficialmente no sábado, 18 de novembro de 2006 e foi acessível gratuitamente por todo o fim de semana. Seu verdadeiro serviço comercial iniciou na segunda-feira, 20 de novembro de 2006 de manhã.
O T4 é a quarta linha da rede da Île-de-France, mas também a primeira linha utilizando um material trem-tram na França. É a primeira linha de bonde operada pela SNCF, em contraste com as outras linhas do bonde da Île-de-France, operadas pela RATP. Isso pode parecer surpreendente por parte da SNCF: na verdade, a empresa tinha deixado para a RATP na década de 1990, a exploração da ligne des Coteaux, que estava em mau estado e gravemente deficitária, tornada T2.
Na verdade, a política da SNCF estava então concentrada nos fluxos importantes de passageiros e no "transporte ferroviário pesado". No final da década de 1990, o sucesso das redes de bonde por um lado, e o interesse crescente pelos transporte nas zonas periurbanas por outro lado alteraram esta política.
A extensão até Noisy-le-Sec não está na agenda. Isso permitirá prazo, para alcançar este pólo multimodal, de dar uma correspondência com o T1, o RER E (ramal de Tournan além do de Chelles - Gournay) e T11 Express (ex-Tangentielle Nord), bem como a fortiori para Paris. Na linha T2, é precisamente a extensão pela RATP de Puteaux, para La Défense, extensão feita sobre as plataformas já existentes, o que levou à seu sucesso impressionante.

### Estações

Plano geograficamente exato da linha.

A linha T4 serve 11 estações incluindo duas em correspondência com os grandes eixos ferroviários e três novamente criados (La Remise à Jorelle, Lycée Henri-Sellier e Rougemont - Chanteloup).
- Bondy
- La Remise à Jorelle
- Les Coquetiers
- Allée de la Tour - Rendez-Vous
- Les Pavillons-sous-Bois
- Gargan
- Lycée Henri Sellier
- L'Abbaye
- Freinville - Sevran
- Rougemont - Chanteloup
- Aulnay-sous-Bois

## Projetos de expansão

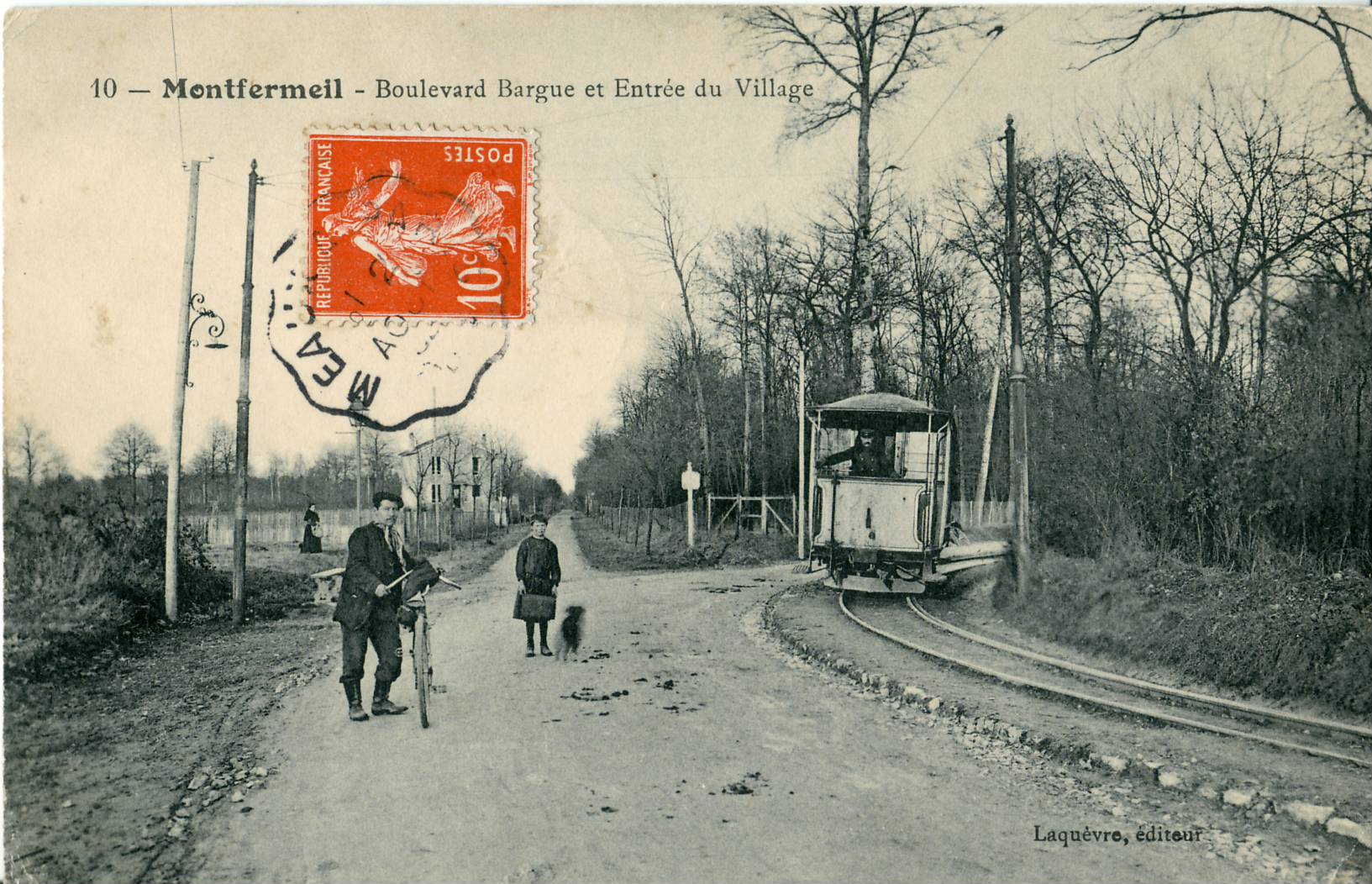
O tramway de Le Raincy a Montfermeil serviu Montfermeil desde 1890. Sob o número 112 da STCRP, ele foi o último dos tramways parisienses a circular, até a criação da linha Bobigny - Saint-Denis em 1992.

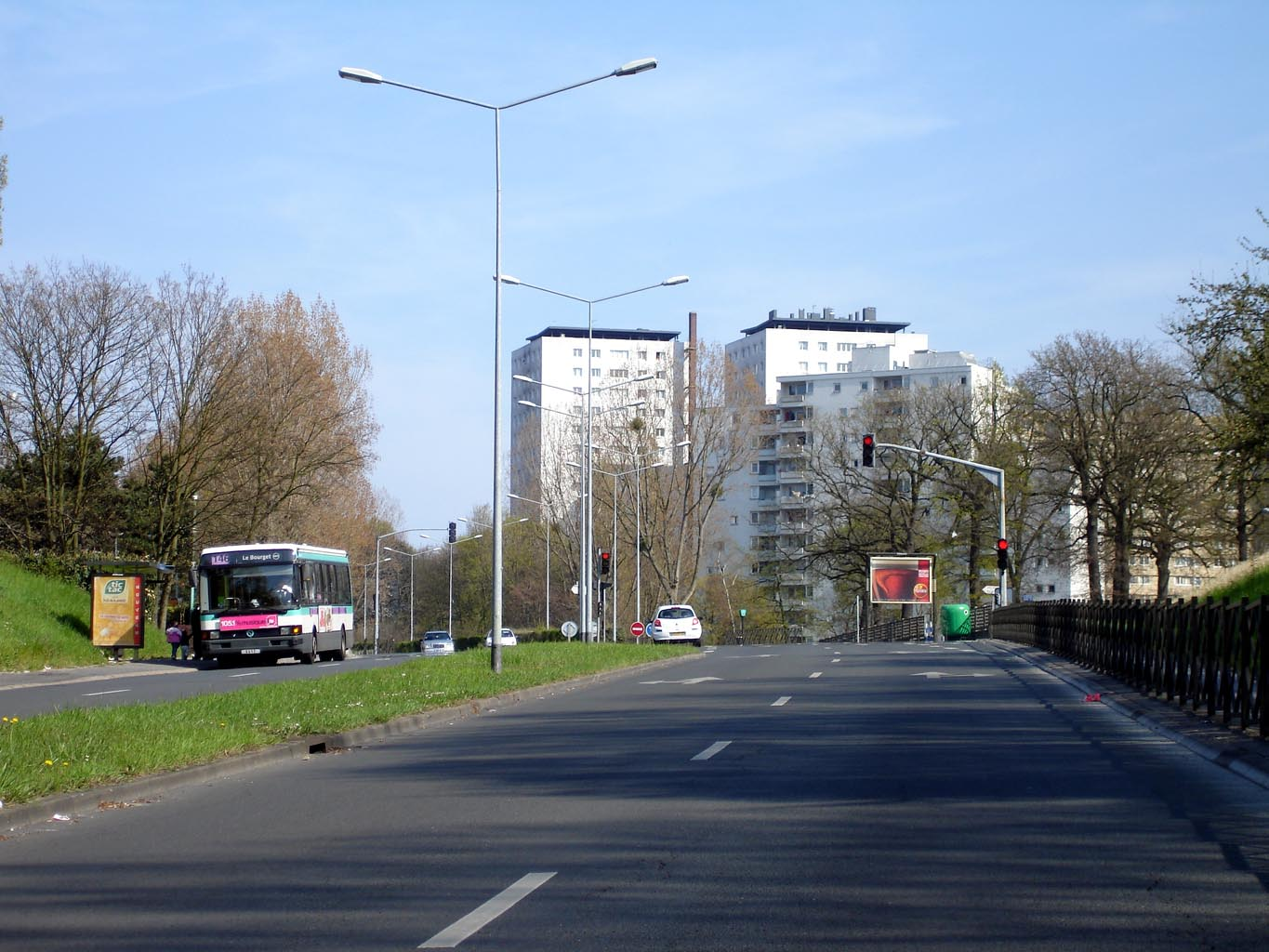
O boulevard Gagarine em Clichy-sous-Bois, que poderia ter sido emprestado para uma ramificação do T4.

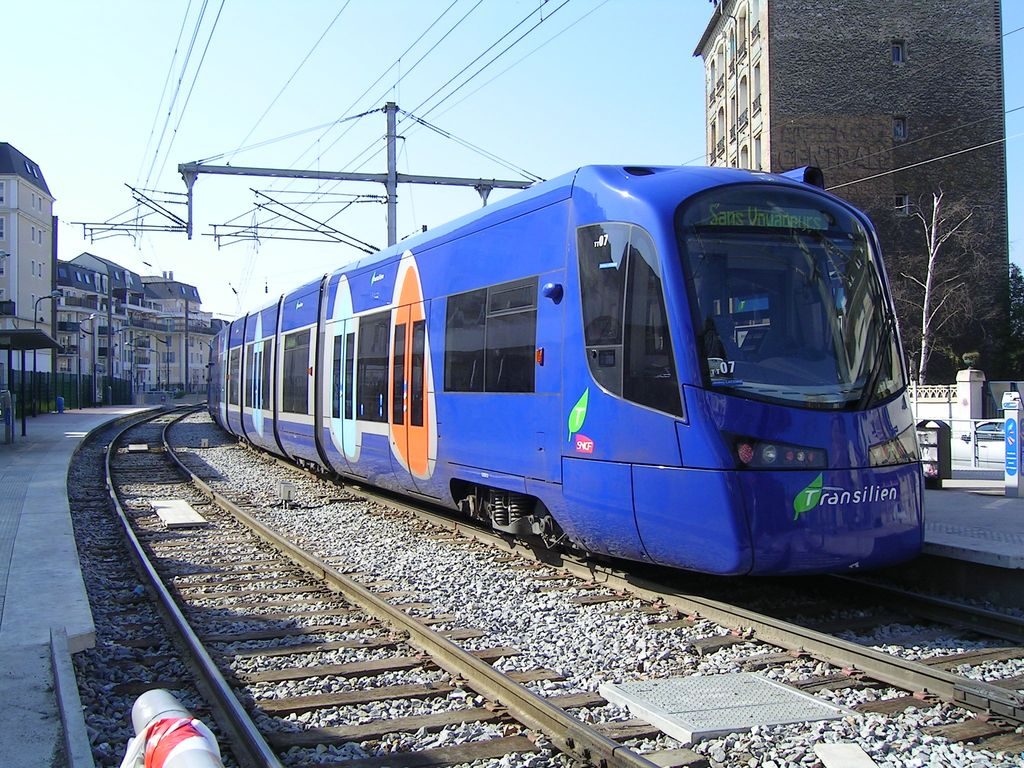
O ramal U 25500 TT07 estacionado em Gargan, futura estação de ramificação de uma novo ramal.

Um projeto de desconexão de T4 para o planalto de Clichy-Montfermeil, a fim de servir os grands ensembles dessas cidades, foi considerado pela STIF desde 2003, e incluído no projeto do plano diretor da região de Île-de-France aprovado em 2008.
No entanto, esta extensão suscitou a oposição de algumas das cidades percorridas (Livry-Gargan e Les Pavillons-sous-Bois).

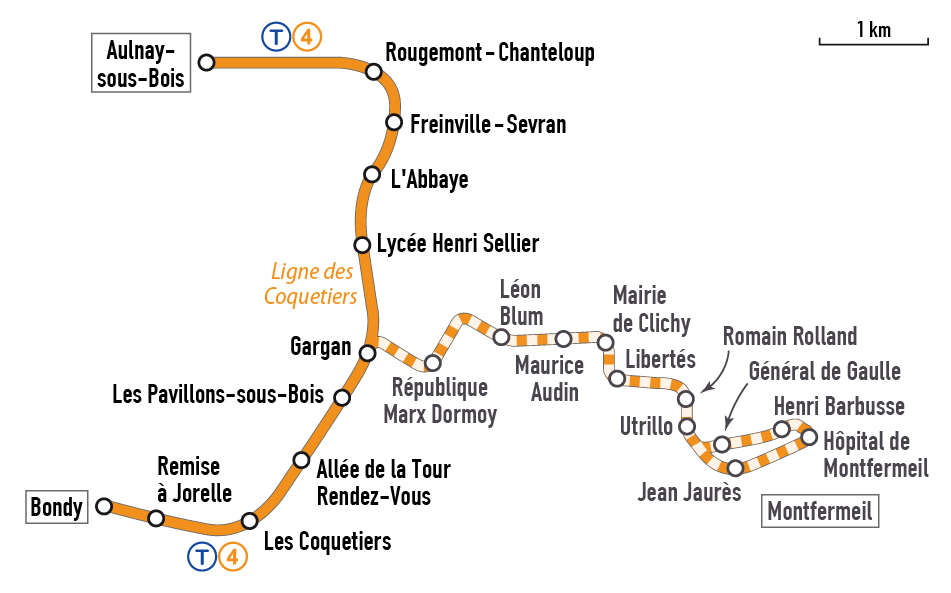
Plano com a extensão.

Um traçado foi selecionado pelo Conselho do STIF 11 de abril de 2012.. O novo ramo de T4 permitirá portanto uma viagem direta entre Bondy e Clichy-sous-Bois / Montfermeil. Ela terá ligações com o RER E, a futura linha 15 do Grand Paris Express em Bondy e a futura linha 16 desta mesma rede em Montfermeil